# Hypena erikae
Hypena erikae är en fjärilsart som beskrevs av Martin Lödl 1994. Hypena erikae ingår i släktet Hypena och familjen nattflyn. Inga underarter finns listade i Catalogue of Life.